# Asurnasirpal I
Asurnasirpal I o Aššur-nasir-apli I («El dios Assur es el protector de su heredero») fue un rey asirio (1050 a. C. - 1031 a. C.) del llamado Imperio Medio, hijo y sucesor de Shamshiadad IV. Gobernó  durante 19 años en un período turbulento de la historia de Asiria, marcado por la hambruna y la guerra contra los nómadas de los desiertos occidentales.
Un himno real compuesto en su honor, conocido por una copia de la biblioteca de Asurbanipal, incluye una plegaria a la diosa Ishtar pidiendo la curación de la enfermedad que le afligía y citando, para persuadirla, la restauración de su templo y su devoción. Se dirige a Ištar de Nínive y a Ištar de Erbil, como si fueran divinidades separadas.
Un pequeño ladrillo de inscripción de su palacio de Assur fue localizado entre la fachada sudoeste del zigurat y el templo de Anu-Adad. El Obelisco Blanco le es, a veces, atribuido por los historiadores, pero más habitualmente a su homónimo posterior, Asurnasirpal II, debido a que su contenido (caza, campañas militares, etc.) coincide mejor con lo conocido de su reinado. La Lista sincrónica de reyes da como contraparte en Babilonia a Kashu-nadin-ahhe (ca. 1006–1004 a. C.), pero, probablemente, solo por propósitos estilísticos, ya que no parece haber habido contactos registrados entre ambos reinos durante este período.
Fue sucedido por su hijo, Salmanasar II, que le menciona en sus propias inscripciones, y luego por otro hijo de largo reinado, Assur-rabi II.